# سیاست مهار چین
سیاست خارجی ایالات متحده در قبال مهار جمهوری خلق چین در دوران جنگ سرد سرچشمه گرفت. در آن زمان، ایالات متحده یک سیاست مهاری علیه کشورهای کمونیستی داشت. اسناد افشا شده پنتاگون حاکی از تلاش‌های ایالات متحده برای مهار چین از طریق اقدامات نظامی انجام شده در جنگ ویتنام بود. سیاست مهار در جزایر آسیای شرقی که «اولین و دومین زنجیره جزیره» نامیده می‌شود شکل گرفت. نزدیک شدن به چین توسط رئیس‌جمهور ریچارد نیکسون نشان دهنده تغییر تمرکز برای به دست آوردن اهرم فشار در مهار اتحاد جماهیر شوروی بود. روابط دیپلماتیک رسمی بین ایالات متحده و چین در سال ۱۹۷۹ برقرار شد و با عادی سازی روابط تجاری از سال ۲۰۰۰، ایالات متحده و چین با روابط اقتصادی نزدیک تر و روابط صمیمانه تر باهم برقرار کردند.
در طول دهه ۲۰۱۰ و اوایل دهه ۲۰۲۰، تغییر قابل توجهی در سیاست ایالات متحده در قبال چین رخ داد و تنش‌ها در سال‌های ۲۰۱۸ به بعد شدیداً افزایش یافته‌است. باراک اوباما در اولین دوره ریاست جمهوری خود به عنوان رئیس‌جمهور آمریکا گفت: "ما می‌خواهیم چین موفق و پیشرفت کند. اگر چین به مسیر توسعه صلح آمیزی که در آن است ادامه دهد، برای ایالات متحده خوب است.» دولت ترامپ اعلام کرد: «ایالات متحده رقابت استراتژیک بلندمدت بین دو سیستم را به رسمیت می‌شناسد.» دولت بایدن اظهار داشت که رویکردهای خوش‌بینانه قبلی در قبال چین ناقص بوده و چین «مهم‌ترین چالش هر کشور و ملت در جهان و برای ایالات متحده است». با این حال، جیک سالیوان، مشاور امنیت ملی ایالات متحده، اعلام کرده‌است که دولت بایدن تغییر اساسی در نظام سیاسی چین را دنبال نمی‌کند.
حضور نظامی ایالات متحده در منطقه، تلاش برای بهبود روابط با هند و ویتنام، و استراتژی دولت اوباما در سال ۲۰۱۲ طرح «محور و چرخش به آسیا» را برای افزایش مشارکت آمریکا در غرب اقیانوس آرام، با یک هدف مقابله با نفوذ رو به رشد چین ایجاد کرد. دولت ترامپ چین را به عنوان یک «قدرت تجدیدنظرطلب» معرفی کرد که به دنبال براندازی نظم بین‌المللی لیبرال و تغییر موقعیت ایالات متحده به عنوان یک قدرت هژمون است و خواستار رویکرد کل دولت در قبال چین با هدایت بازگشت به واقع‌گرایی اصولی شد. حضور نظامی کنونی ایالات متحده در منطقه شامل اتحاد نظامی با کره جنوبی، با ژاپن، و با فیلیپین است.

## پس زمینه استراتژیک

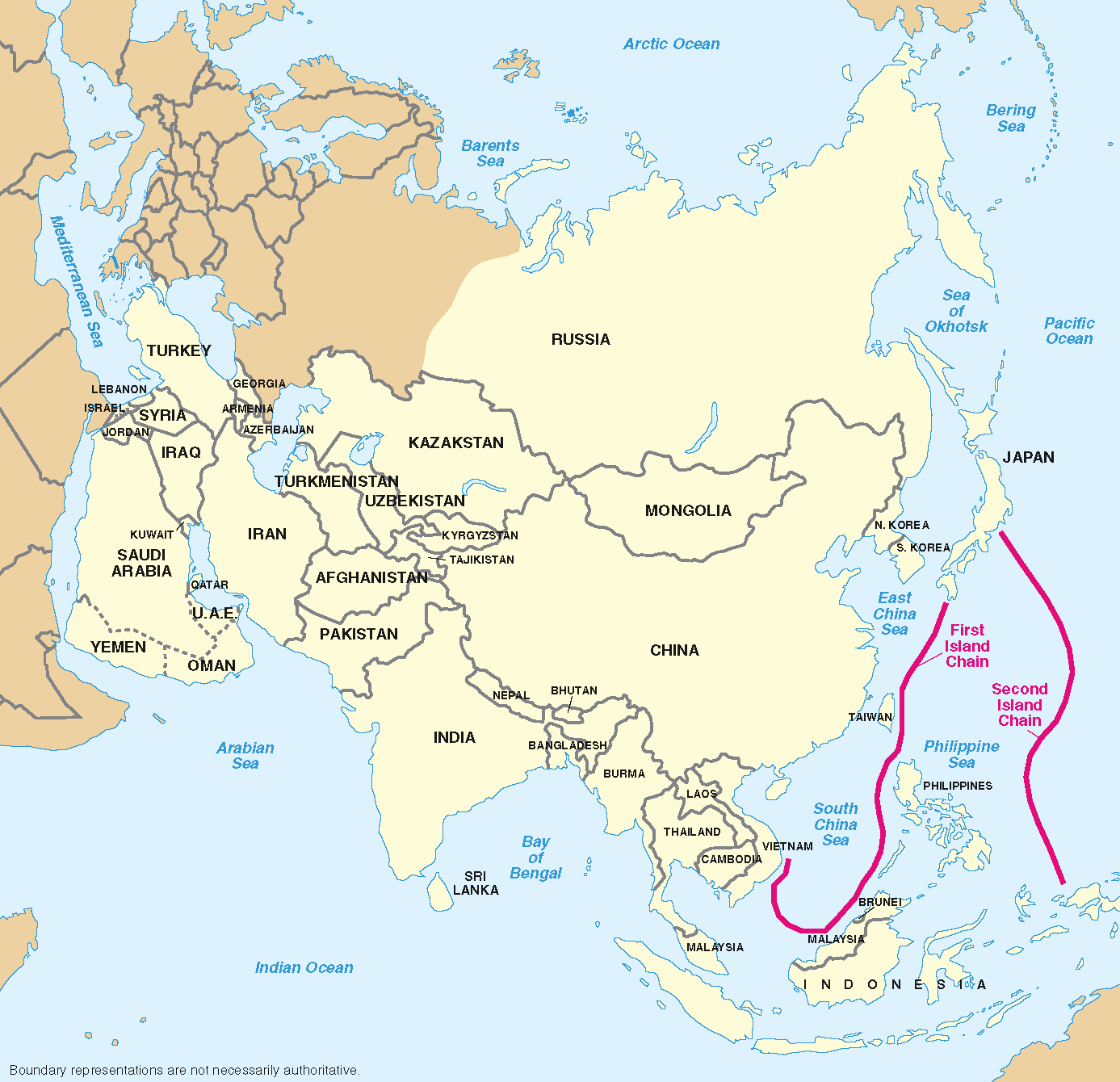
اولین و دومین زنجیره جزیره در استراتژی زنجیره جزیره آمریکا که توسط استراتژیست‌های نظامی چینی برای جلوگیری از محاصره مورد مطالعه قرار گرفت.

### دوران جنگ سرد
در طول جنگ سرد، ایالات متحده تلاش کرد تا از نظریه دومینو از گسترش کمونیسم جلوگیری کند و کشورهای کمونیستی از جمله جمهوری خلق چین را خنثی کند. واشینگتن تصور می‌کرد که ویتنام شمالی کمونیست یک کشور دست نشانده چین خواهد بود اما آن دو بعداً وارد جنگ شدند.

### پس از جنگ سرد
در دوران پس از جنگ سرد، با نزدیک شدن نیکسون و امضای بیانیه شانگهای، بهبود روابط ایالات متحده و چین امکان‌پذیر شد. روابط دیپلماتیک رسمی در سال ۱۹۷۹ برقرار شد و با عادی سازی روابط تجاری از سال ۲۰۰۰، ایالات متحده و چین با روابط اقتصادی نزدیک تری با هم برقرار کردند.
بررسی دفاعی چهارساله ایالات متحده در سال ۲۰۰۶ بیان کرد که چین «بزرگ‌ترین پتانسیل را برای رقابت نظامی با ایالات متحده و رقابت در فناوری‌های نظامی مخرب دارد که می‌تواند در طول زمان مزایای نظامی سنتی ایالات متحده را که در نبود استراتژی‌های متقابل مهارکننده ایالات متحده که وجود ندارد، خنثی کند». استراتژی امنیت ملی در سال ۲۰۰۶ بیان کرد که ایالات متحده می‌خواهد چین به مسیر اصلاحات و گشایش به صورت صلح آمیز ادامه دهد. این بیانیه گفت که با ادامه رشد اقتصادی، چین با تقاضای فزاینده مردم خود برای پیروی از مسیر بسیاری از دموکراسی‌های مدرن آسیای شرقی مواجه خواهد شد و آزادی سیاسی را به آزادی اقتصادی اضافه می‌کند. در ادامه این سند آمده‌است که چین نمی‌تواند در این مسیر صلح‌آمیز باقی بماند و در عین حال بر «شیوه‌های قدیمی تفکر و عمل» که نگرانی‌های امنیتی منطقه‌ای و بین‌المللی را تشدید می‌کند، پایبند باشد. ایالات متحده به «راه‌های قدیمی» در زمینه گسترش نظامی غیرشفاف، سوداگری، و حمایت از رژیم‌های غنی از منابع با سابقه رفتار غیرقابل قبول اشاره کرد.
رهبری سیاسی ایالات متحده در سال ۲۰۱۱ شروع به تغییر مواضع سیاسی خود در قبال جمهوری خلق چین کرد، که از «محور» دولت اوباما به سمت آسیا شروع شد. هیلاری کلینتون، وزیر امور خارجه وقت آمریکا، خواستار افزایش سرمایه‌گذاری - دیپلماتیک، اقتصادی، استراتژیک و غیره - در منطقه آسیا و اقیانوسیه شد که به عنوان اقدامی برای مقابله با نفوذ فزاینده چین تلقی شد. حامیان افزایش دخالت آمریکا در شرق آسیا از ایالات متحده به عنوان موازنه ای برای افراط در توسعه چین یاد می‌کنند. موضوع این بحث این است که کشورهایی که با چین اختلافات ارضی دارند، مانند دریای چین جنوبی و جزایر سنکاکو، از آزار و اذیت چین در مناطق مورد مناقشه شکایت کرده‌اند. برخی کارشناسان پیشنهاد کرده‌اند که چین ممکن است در چنین اختلافاتی از قدرت اقتصادی خود استفاده کند، یکی از نمونه‌های آن محدودیت ناگهانی واردات موز فیلیپینی از چین در جریان تنش‌ها بر سر منطقه اسکاربورو است.

## توسعه اخیر

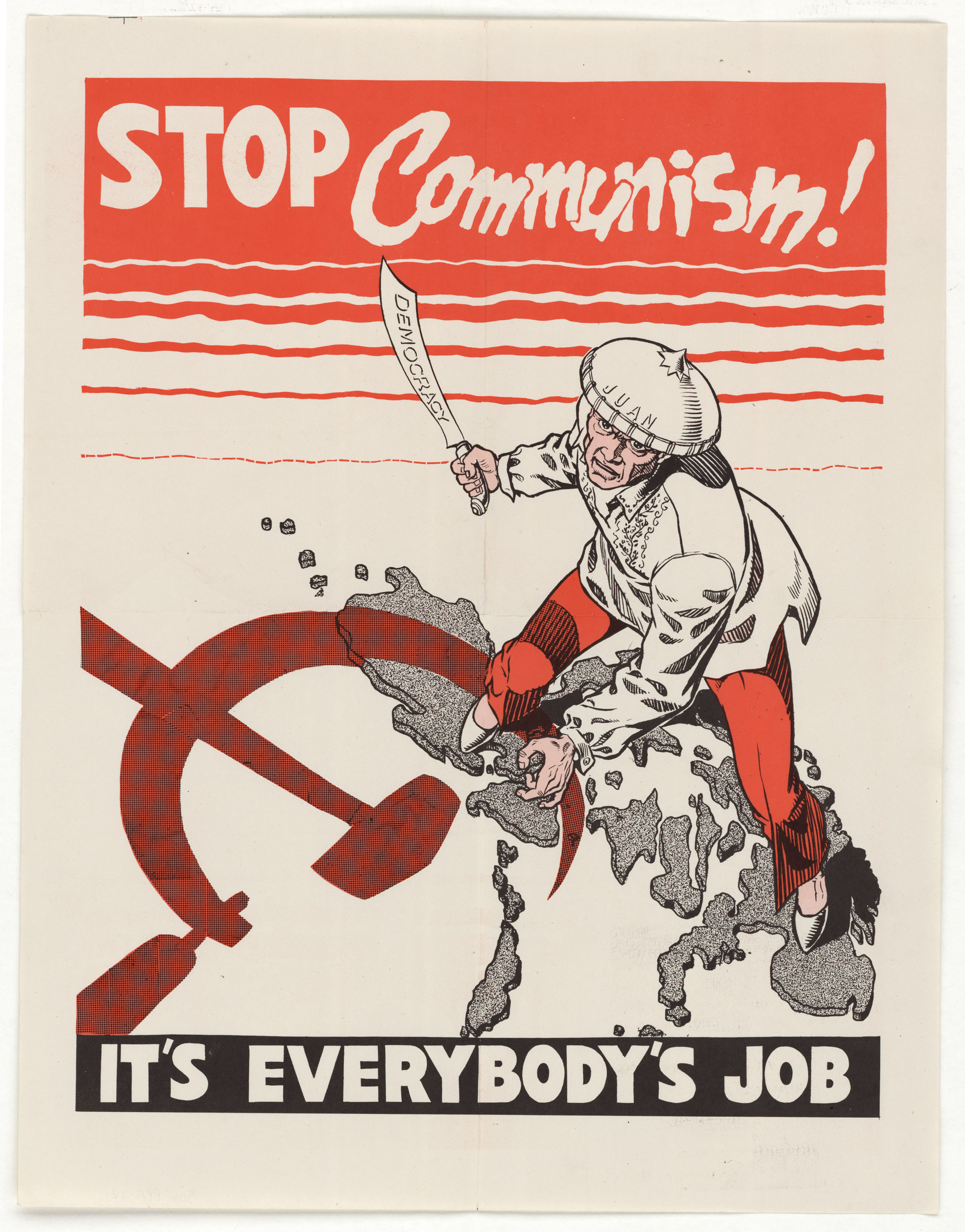
پوستر سرویس اطلاعات ایالات متحده توزیع شده در آسیا که خوان دلا کروز آماده دفاع از فیلیپین را تحت تهدید کمونیسم نشان می‌دهد، ۱۹۵۱.

در آوریل ۲۰۱۹، چهارمین اندیشکده نومحافظه کاران، کمیته خطر فعلی را رونمایی کردند که خود را «کمیته خطر کنونی: چین (CPDC)» در یک کنفرانس مطبوعاتی در واشینگتن می‌نامیدند. این سازمان توسط استیو بنن، استراتژیست ارشد کاخ سفید در دولت ترامپ و فرانک گافنی، مقام سابق دولت ریگان، اصلاح شد تا "آموزش و اطلاع رسانی به شهروندان و سیاستگذاران آمریکایی در مورد تهدیدهای وجودی ارائه شده از جمهوری خلق چین تحت سلطه نادرست حزب کمونیست چین "را ارائه دهد. CPDC بر این عقیده است که «تا زمانی که حزب کمونیست کشور را اداره می‌کند، هیچ امیدی به همزیستی با چین وجود ندارد».
پل ماسگریو، استادیار دانشگاه ماساچوست آمهرست، در یک مقاله نظری در ماه مه ۲۰۱۹ که توسط فارین پالیسی منتشر شد، اظهار داشت که دولت ترامپ جزئیاتی را دربارهٔ استراتژی بلندمدت مقابله با ظهور چین از طریق مدیر برنامه‌ریزی سیاست گذاری، کیرون اسکینر در وزارت امور خارجه آمریکا فاش کرد. اسکینر در سخنرانی در انجمن امنیت آینده در ۲۹ آوریل ۲۰۱۹، جنگ سرد را به عنوان "نبردی عظیم در درون خانواده غربی" توصیف کرد و به دلیل این میراث مشترک و سیستم ارزشی، می‌توان پیشرفت‌هایی را ایجاد کرد. با این حال، در مورد چین، او استدلال کرد که نمی‌توان هیچ گونه تطبیق یا همکاری وجود داشت، زیرا "... نبردی با تمدن واقعاً متفاوت و ایدئولوژی متفاوت است" و "این اولین بار است که ما یک رقیب قدرتمند خواهیم داشت که " قفقازی ". نیست
طبق گزارش‌ها، مطالعه ای در مورد چین که توسط یک گروه کاری کوچک در این دپارتمان به رهبری اسکینر انجام شد، دنیایی از درگیری تمدنی دائمی و اجتناب ناپذیر را متصور بود. این مطالعه با اشاره به مقاله X جورج اف کنان که از استراتژی مهار علیه اتحاد جماهیر شوروی حمایت می‌کرد، به‌طور غیررسمی "حرف X" نامیده شد. در اوت ۲۰۱۹، نیویورک تایمز گزارش داد که اسکینر از کار خود در وزارت امور خارجه ایالات متحده اخراج شده‌است و مقامات دولت ترامپ به‌طور خصوصی اظهارات او را رد کردند. در اوایل سال، نامه ای سرگشاده با عنوان «چین دشمن نیست» توسط پنج دانشمند و متخصص سیاست خارجی چینی منتشر شد و توسط برخی از رهبران تجاری تأیید شد و در آن آنها آنچه را در رویکرد ایالات متحده می‌دیدند به این عنوان محکوم کردند. معکوس بود» و از دولت ترامپ خواست که رویکرد «همکاری» تر را ادامه دهد.
با وجود پرسش‌هایی دربارهٔ ادامه هدف سازمان پیمان آتلانتیک شمالی (ناتو) در دوران پس از جنگ سرد، کشورهای ناتو از جهت‌گیری مجدد به سوی جمهوری خلق چین به‌عنوان «دشمن» آشکار خودداری کرده‌اند، اما ینس استولتنبرگ، رئیس ناتو گفت که این سازمان. باید «چالش‌های» ایجاد شده توسط چین در رویداد ناتو در سال ۲۰۱۹ را بشناسد و گفت: «چین به زودی بزرگ‌ترین اقتصاد جهان را خواهد داشت. و در حال حاضر دومین بودجه دفاعی بزرگ را دارد و سرمایه‌گذاری زیادی روی قابلیت‌های جدید انجام می‌دهد.» او همچنین گفت که ناتو نمی‌خواهد «دشمنان جدیدی ایجاد کند». نماینده ایالات متحده در ناتو در این رویداد از چین به عنوان «رقیب» یاد کرد.
در ۲۰ مه ۲۰۲۰، مطابق با قانون مجوز دفاع ملی جان اس. مک کین برای سال مالی ۲۰۱۹، دولت ترامپ گزارشی با عنوان «رویکرد استراتژیک ایالات متحده به جمهوری خلق چین» به اعضای کنگره ایالات متحده ارائه کرد. این گزارش رویکرد کل دولت را در قبال چین تحت استراتژی امنیت ملی ۲۰۱۷ بیان می‌کند، که می‌گوید زمان آن رسیده‌است که ایالات متحده در سیاست‌های شکست خورده دو دهه گذشته تجدیدنظر کند - سیاست‌هایی مبتنی بر این فرض که تعامل با رقبا و گنجاندن آنها در موسسات بین‌المللی و تجارت جهانی آنها را به بازیگرانی خوب و شرکای قابل اعتماد تبدیل می‌کند.» این گزارش می‌گوید که «منعکس‌کننده یک ارزیابی مجدد اساسی از نحوه درک و واکنش ایالات متحده به رهبران چین است و می‌افزاید: «ایالات متحده رقابت راهبردی بلندمدت بین دو سیستم را به رسمیت می‌شناسد».
در فوریه ۲۰۲۱، جو بایدن، رئیس‌جمهور ایالات متحده، گفت که چین «جدی‌ترین رقیب» است که چالش‌هایی را در زمینه «رونق، امنیت، و ارزش‌های دموکراتیک ایالات متحده ایجاد می‌کند. چین ناقص بود و چین «مهم‌ترین چالش هر کشور ملتی در جهان را برای ایالات متحده ایجاد می‌کند». بلینکن همچنین موافقت کرد که شخص بایدن، دونالد ترامپ، «در اتخاذ رویکرد سختگیرانه‌تری در قبال چین درست بود».
در آوریل ۲۰۲۱، سنای ایالات متحده قوانین مهمی را در پاسخ به نفوذ فزاینده چین در امور بین‌الملل ارائه کرد. این لایحه با عنوان "قانون رقابت استراتژیک ۲۰۲۱" منعکس کننده نگرش تندرو دموکرات‌ها و جمهوری خواهان کنگره است و هدف آن مقابله با ابتکارات دیپلماتیک و استراتژیک دولت چین است. باب منندز، رئیس کمیته روابط خارجی سنا (D-NJ) گفت: "قانون رقابت استراتژیک ۲۰۲۱ به رسمیت شناخته شده‌است که این لحظه نیازمند یک پاسخ متحد و استراتژیک است که می‌تواند رهبری آمریکا را بازسازی کند، روی توانایی ما برای برتری در رقابت با چین سرمایه گذاری کند، و دیپلماسی را در ارزش‌های اصلی ما تثبیت کند»، افزود: «دولت ایالات متحده باید در مورد نیات و اقدامات پکن با چشم باز و هوشیار باشد و سیاست و استراتژی خود را بر این اساس تنظیم کند.»
در ماه مه ۲۰۲۱، قانون رقابت استراتژیک ۲۰۲۱ در لایحه ای بزرگتر، قانون نوآوری و رقابت ایالات متحده (USICA) ادغام شد، که اجازه ۱۱۰ billion دلار آمریکا را برای تحقیقات فناوری پایه و پیشرفته در یک دوره پنج ساله می‌دهد. در ژوئن ۲۰۲۱، USICA با ۶۸ به ۳۲ رای در سنا با حمایت دو حزب به تصویب رسید.

### استراتژی نظامی

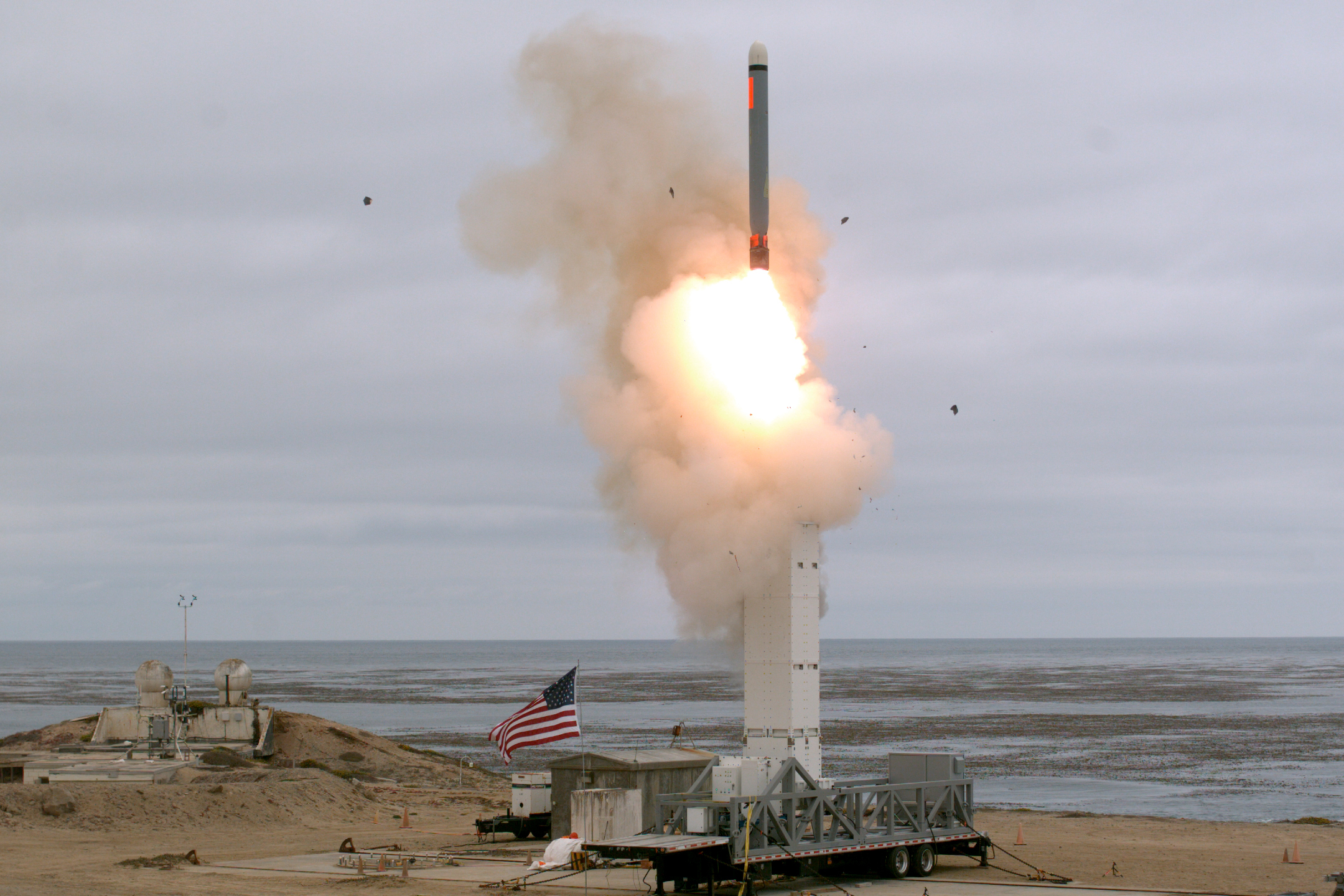
ایالات متحده در ۱۸ اوت ۲۰۱۹ یک موشک کروز میان برد با پیکربندی متعارف را آزمایش کرد.

استراتژی هند و اقیانوس آرام ایالات متحده به‌طور گسترده استفاده از کشورهای اطراف چین برای کاهش نفوذ خود بوده‌است. این شامل تقویت پیوندهای بین کره جنوبی و ژاپن و همچنین تلاش برای واداشتن هند، یکی دیگر از کشورهای در حال توسعه بزرگ برای کمک به تلاش‌های آنها می‌شود. علاوه بر این، با خروج ایالات متحده از پیمان منع موشک‌های هسته ای میان برد با روسیه (تا حدی به این دلیل که چین یکی از طرفین آن نبود)، ظاهراً ایالات متحده می‌خواهد میزبانی در منطقه آسیا و اقیانوسیه بیابد. علاوه بر دیپلماسی قدرت نرم در منطقه، ایالات متحده به‌طور فیزیکی چین را با پایگاه‌های نظامی در صورت بروز هرگونه درگیری محاصره می‌کند. ایالات متحده پایگاه‌های نظامی بسیاری را در آسیا و اقیانوسیه ایجاد کرده‌است که مجهز به کشتی‌های جنگی، موشک‌های هسته‌ای و بمب‌افکن‌های راهبردی با قابلیت حمل سلاح هسته‌ای هستند تا به عنوان یک عامل بازدارنده و برای دستیابی به تسلط کامل طیف در استراتژی مشابه استراتژی جنگ سرد، دست یابند.

### تحریم‌ها
استفاده از تحریم‌های اقتصادی همواره ابزار سیاست خارجی آمریکا بوده و در قرن بیست و یکم بیشتر مورد استفاده قرار گرفته‌است، از هدف قرار دادن افراد و گاهی کل کشورها با استفاده از مرکزیت نظام مالی آمریکا و جایگاه دلار آمریکا به عنوان ارز ذخیره جهان برای محدود کردن تجارت و جریان نقدی مورد استفاده قرار گرفته‌است.

#### سین کیانگ
در زمینه حقوق بشر و حقوق بین‌الملل، ایالات متحده تلاش کرده‌است تا با جلب توجه به سوابق حقوق بشر چین، در سطح بین‌المللی بر چین فشار بیاورد. به ویژه، سیاستگذاران ایالات متحده بر وضعیت " اردوگاه‌های بازآموزی " چین برای متهمان افراط گرایی مذهبی در منطقه خودمختار سین کیانگ چین، منطقه ای که اقلیت مسلمان اویغور در آن زندگی می‌کنند، و همچنین اعتراضات در هنگ کنگ تمرکز کرده‌اند. این اردوگاه‌ها که برخی از سازمان‌های غیردولتی مانند بنیاد یادبود قربانیان کمونیسم مستقر در واشینگتن و جنبش بیداری ملی ترکستان شرقی جمعیت آن‌ها را بیش از یک میلیون نفر تخمین زده‌اند، به عنوان «اردوگاه‌های کار اجباری» توصیف شده‌اند. بر اساس گزارش‌ها، مانند زندان‌هایی برای از بین بردن فرهنگ و مذهب اویغور در تلاش برای چینی سازی و همچنین به اردوگاه‌های کار اجباری در اوایل آلمان نازی تشبیه شده‌است. کنگره ایالات متحده به این گزارش‌ها با درخواست برای اعمال تحریم‌ها بر اساس قانون پاسخگویی جهانی حقوق بشر Magnitsky پاسخ داده‌است. در دسامبر ۲۰۱۹، مجلس نمایندگان و سنا قانون سیاست حقوق بشر اویغور را تصویب کردند.
مقامات چینی در پاسخ به این انتقادات و بررسی دقیق، تخمین بیش از یک میلیون نفری جمعیت اردوگاه توسط کارشناسان خارجی را رد کرده و می‌گویند که «مراکز آموزش حرفه‌ای» در سین‌کیانگ برای جلوگیری از افراط‌گرایی مذهبی با آموزش زبان ماندارین و مهارت‌های شغلی هستند و در مورد این موضوع تردید ایجاد می‌کنند. گزارش‌ها به عنوان «تحریف بدخواهانه و تهمت زدن» به تلاش‌های ضد تروریسم و رادیکال زدایی چین است. در یک رویداد در نشست شورای حقوق بشر سازمان ملل متحد در ژنو، سخنگوی دفتر امور حقوق بشر چین در دفتر اطلاعات شورای دولتی به خبرنگاران گفت: «اگر نمی‌گویید این بهترین راه است، شاید راه لازم برای مقابله با افراط گرایی اسلامی یا مذهبی باشد، زیرا غرب در انجام این کار، در برخورد با افراط گرایی اسلامی دینی شکست خورده‌است» و این دیدگاه را که نظارت سین کیانگ یک محیط حکومت نظامی ایجاد می‌کند را رد کرد و گفت: «در مورد نظارت، چین از بریتانیا یادمی‌گیرد… سرانه دوربین مداربسته شما بسیار بیشتر از منطقه خودمختار سین کیانگ چین است."

#### هنگ کنگ
همان‌طور که در گذشته در مورد سایر کشورهای متخاصم اتفاق افتاده‌است، برخی از مفسران طرفدار چین استدلال می‌کنند که ظاهراً ایالات متحده از شکاف‌ها و منطقه گرایی در چین و چارچوب نظام یک کشور دو برای تقسیم و تسخیر، به ویژه در سین کیانگ، تبت استفاده کرده‌است. و هنگ کنگ، از طریق ترویج نهادهای دموکراتیک غربی. هنگامی که یک لایحه بحث‌برانگیز استرداد در منطقه اداری ویژه هنگ کنگ ارائه شد و جرقه اعتراضات هنگ کنگ ۲۰۱۹–۲۰۲۰ را برانگیخت، آنها از "دخالت ایالات متحده در امور داخلی" انتقاد کردند. پکن ایالات متحده را به مداخله داخلی متهم کرد که گفته می‌شود از یک گروه خاص خشونت‌آمیز از معترضان که ماسک‌های سیاه پوشیده بودند از طریق بنیاد ملی دموکراسی با بودجه دولت ایالات متحده حمایت می‌کند. اگرچه ایالات متحده ادعای مداخله را رد می‌کند، اما عناصر طرفدار چین همچنان چنین دیدگاهی را حفظ کردند و اظهار داشتند که دیپلمات‌های آمریکایی از دیدار با معترضان عکس گرفته شده‌اند و قانونگذاران میزبان چندین رهبر معترضان در واشینگتن بوده و حمایت عمومی از خواسته‌های معترضان را اعلام کرده‌اند. که ترتیبات " یک کشور، دو سیستم " باید رعایت شود.

### استراتژی اقتصادی
با ورود چین به سازمان تجارت جهانی در سال ۲۰۰۱ با تأیید ایالات متحده، چین و اقتصاد جهانی از جهانی شدن و دسترسی به بازارهای جدید و افزایش تجارت ناشی از آن سود بردند. با وجود این، برخی در ایالات متحده از اجازه دادن چین به سازمان تجارت جهانی ابراز تاسف می‌کنند زیرا بخشی از انگیزه برای انجام این کار، آزادسازی سیاسی دولت چین در راستای اجماع واشینگتن هرگز محقق نشد. ایالات متحده امیدوار بود که آزادسازی اقتصادی در نهایت منجر به آزادسازی سیاسی برای دولتی شود که بیشتر شبیه منطقه اداری ویژه هنگ کنگ بود که در آن زمان به تازگی به کشور بازگردانده شده بود، تحت سیستم یک کشور، دو.

#### مشارکت ترانس پاسیفیک
تا حدودی، مشارکت ترانس پاسیفیک (TPP)، از نظر ژئوپلیتیکی، برخی تصور می‌کردند که احتمالاً همسایگان چین را به ایالات متحده نزدیک‌تر کرده و اهرم اقتصادی و وابستگی آن به تجارت چین را کاهش می‌دهد. در صورت تصویب، TPP نفوذ آمریکا بر قوانین آینده اقتصاد جهانی را تقویت می‌کرد. اش کارتر وزیر دفاع ایالات متحده مدعی شد که TPP به اندازه ایجاد یک ناو هواپیمابر دیگر برای ایالات متحده ارزشمند است. پرزیدنت باراک اوباما استدلال کرده‌است که «اگر ما این توافقنامه را تصویب نکنیم و اگر آمریکا آن قوانین را ننویسد - کشورهایی مانند چین این کار را خواهند کرد».
در ۲۳ ژانویه ۲۰۱۷، رئیس‌جمهور تازه منتخب دونالد ترامپ رسماً ایالات متحده را از شراکت ترانس پاسیفیک خارج کرد.

#### جنگ تجاری

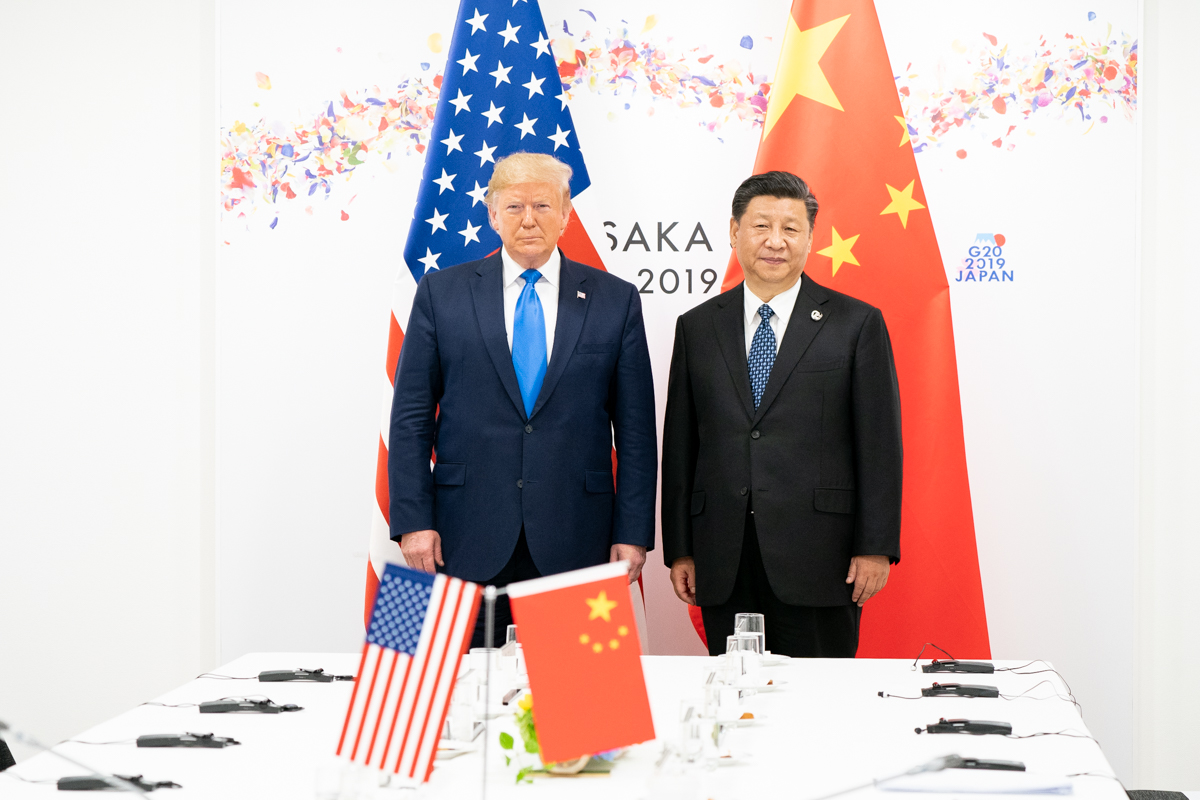
دونالد ترامپ، رئیس‌جمهور آمریکا و شی جین پینگ، رهبر چین در اجلاس G20 اوزاکا ۲۰۱۹

در آنچه که به جنگ تجاری چین و ایالات متحده تبدیل شد، رئیس‌جمهور دونالد ترامپ در سال ۲۰۱۸ شروع به وضع تعرفه‌ها و سایر موانع تجاری بر روی چین کرد تا این کشور را مجبور به ایجاد تغییراتی در آنچه که ایالات متحده می‌گوید «روش‌های تجاری ناعادلانه» است، ایجاد کند. ایالات متحده می‌گوید که این شیوه‌های تجاری و تأثیرات آنها افزایش کسری تجاری، سرقت مالکیت معنوی و انتقال اجباری فناوری آمریکایی به چین است. جف اسپروس، خبرنگار اقتصاد و بازرگانی در TheWeek.com، اظهار داشت که چین به همان روشی که بسیاری از اقتصادهای صنعتی مدرن دیگر قبل از خود توسعه اقتصادی را دنبال می‌کند، به جز در دنیایی که قوانین نظم تجارت آزاد جهانی توسط آن اجرا می‌شود. موسساتی مانند بانک جهانی، صندوق بین‌المللی پول و سازمان تجارت جهانی، تضمین می‌کنند که توسعه اقتصادی توسط سرمایه گذاران خصوصی هدایت می‌شود.
در کنفرانس برتون وودز، نماینده ایالات متحده، هری دکستر وایت، اصرار داشت که ارز ذخیره جهانی به جای واحد پول بین‌المللی جدید پیشنهادی، دلار ایالات متحده باشد و صندوق بین‌المللی پول و بانک جهانی تحت نظارت ایالات متحده باشند. دولت ریگان و نماینده تجاری ایالات متحده رابرت لایتیزر، و دونالد ترامپ به عنوان یک شهروند خصوصی، در دهه ۱۹۸۰ زمانی که ژاپن در حال گذر از معجزه اقتصادی خود بود که ژاپن را به امضای توافق پلازا سوق داد، ادعاهای مشابهی داشتند. مانند TPP، استدلال شده‌است که جنگ تجاری صرفاً یک تلاش مستقیم تر برای سرکوب توسعه چین است و نشان دهنده تغییر در تلقی عمومی ایالات متحده از چین به عنوان یک «کشور رقیب برای مهار و شکست» در بین دو کشور بزرگ است. احزاب سیاسی در کنگره، عموم مردم و حتی بخش تجاری. با این حال، استدلال شده‌است که استفاده از کتاب بازی جنگ سرد برای اتحاد جماهیر شوروی که به نظر می‌رسد سرنوشت ساز شکست است، یک اقتصاد دولتی و عمدتاً بسته در مورد چین به دلیل بزرگی، ثروت رو به رشد و اقتصاد پر جنب و جوش آن کارساز نخواهد بود. برای توقف پیشرفت توسعه، به ویژه طرح ساخت چین ۲۰۲۵، ایالات متحده با سخت‌تر کردن دستیابی شرکت‌های فناوری چین به فناوری‌های آمریکایی از طریق سرمایه‌گذاری یا خرید شرکت‌های فناوری ایالات متحده، و حتی تلاش برای سرکوب شرکت‌های خاص، یعنی Huawei، ZTE، واکنش نشان داده‌است. و ByteDance، از انجام تجارت در داخل و خارج از کشور که گفته می‌شود به دلیل خطرات امنیت ملی نامشخص یا گمانه زنی است. در شرایطی که مقامات ارشد دولت ترامپ مانند جان بولتون، پیتر ناوارو و رابرت لایتیزر خواستار هرگونه توافق تجاری جامع هستند، دارای «تغییرات ساختاری» است که اساساً مستلزم تسلیم حاکمیت چین بر سیستم و برنامه‌ریزی اقتصادی خود (طرح صنعتی ساخت چین ۲۰۲۵) و برای همیشه است. سپردن رهبری فناوری به ایالات متحده - وضعیتی غیرقابل دفاع برای چین - برخی تنش‌های تجاری را تا مدت‌ها در آینده ادامه می‌دهند.
در مواجهه با تعرفه‌های آمریکا در جنگ تجاری و تحریم‌های روسیه پس از الحاق کریمه، چین و روسیه روابط نزدیک‌تر اقتصادی و همکاری امنیتی و دفاعی را برای جبران خسارات ایجاد کرده‌اند.

#### ابتکار کمربند و جاده

کشورهایی که اسناد همکاری مربوط به طرح کمربند و جاده را امضا کردند

یکی دیگر از بحث‌های پرمخاطب میان برخی از مردم ایالات متحده و چین در صحنه بین‌المللی، مشاهده ردپای رو به رشد ژئوپلیتیکی چین در «دیپلماسی قدرت نرم» و امور مالی توسعه بین‌المللی است. به ویژه، این ابتکار کمربند و جاده چین (که قبلاً «یک کمربند، یک جاده» نامیده می‌شد) را احاطه می‌کند، که به عنوان «تهاجمی» و «دیپلماسی تله بدهی» برچسب‌گذاری شده‌است، و دومی به فروش سود در یک دوره ۹۹ ساله اشاره می‌کند. اجاره سریلانکا در بندر هامبانتوتا به یک شرکت دولتی چینی پس از اینکه سریلانکا برای وام توسعه بندر دچار مشکل شد.
برخی از مفسران می‌گویند که چین از تخصص خود در فقرزدایی و ایجاد زیرساخت های مورد استفاده در تجربه مدرن سازی خود به سایر کشورهای در حال توسعه استفاده می‌کند و می‌فروشد. مطالعه‌ای که توسط گروه رودیوم انجام شد، تنها یک مورد توقیف دارایی‌ها، بندر همبانتوتا در سری‌لانکا را نشان داد که می‌گوید چین احتمال بیشتری دارد که بدهی خود را بازسازی یا رد کند.

## اتحادهای استراتژیک

### ایالات متحده– ژاپن – استرالیا
کاندولیزا رایس، وزیر امور خارجه وقت ایالات متحده در مارس ۲۰۰۶ برای «انجمن امنیتی سه جانبه» با وزیر خارجه ژاپن تارو آسو و همتای استرالیایی وی الکساندر داونر از استرالیا دیدن کرد.

### ایالات متحده-ژاپن-استرالیا-هند ("کوآد")
در ماه مه ۲۰۰۷، چهار کشور توافقنامه مشارکت نظامی استراتژیک، گفتگوی چهارجانبه امنیتی را امضا کردند.

### ایالات متحده-ژاپن-هند
این سه کشور اولین نشست سه جانبه خود را در دسامبر ۲۰۱۱ برگزار کردند.

### ایالات متحده – تایوان (ROC)

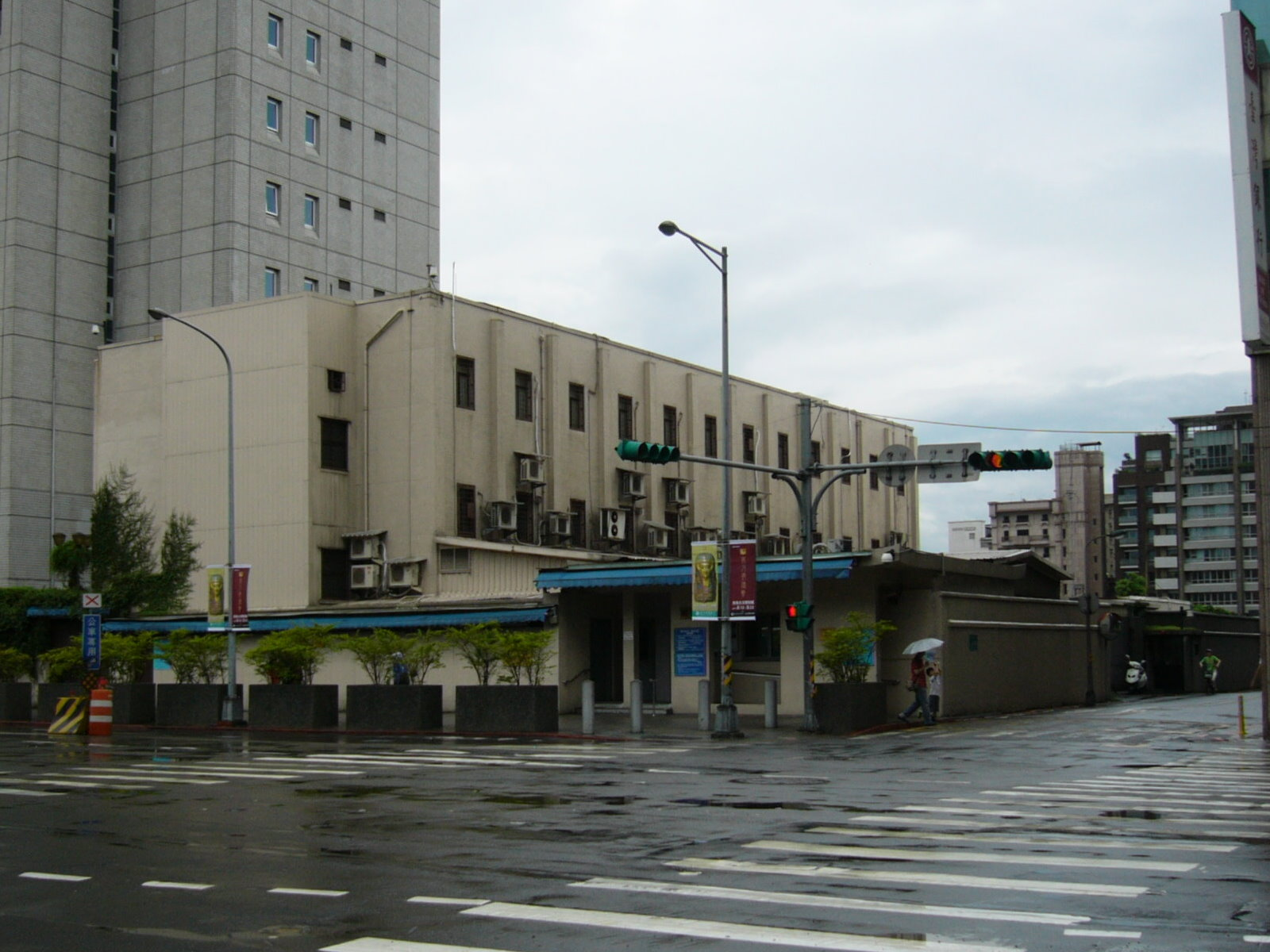
سفارت دوفاکتو ایالات متحده، مؤسسه آمریکایی در تایوان در تایپه، تایوان

اگرچه ایالات متحده جمهوری خلق چین را در سال ۱۹۷۹ به رسمیت شناخت، ایالات متحده روابط دیپلماتیک خود را بالفعل حفظ می‌کند و طبق قانون روابط تایوان به آن متعهد است، که به‌طور مبهم می‌گوید: "ایالات متحده چنین مقالات دفاعی و خدمات دفاعی را در اختیار تایوان قرار خواهد داد. به مقداری که ممکن است برای توانمند ساختن تایوان برای حفظ قابلیت‌های دفاع شخصی کافی لازم باشد.»
پیش از این، ایالات متحده، جمهوری چین را به عنوان تنها دولت قانونی چین با وجود از دست دادن قلمرو در طول جنگ داخلی چین به رسمیت شناخت. در سال ۱۹۵۴، ایالات متحده و ROC در تایوان (فورموسا) معاهده دفاع متقابل چین و آمریکا را امضا کردند که اساساً از تصرف جزیره تایوان توسط ارتش آزادیبخش خلق جلوگیری کرد. در طول جنگ سرد، این معاهده طولانی شد و به جمهوری چین در حفظ مشروعیت به عنوان تنها دولت کل سرزمین اصلی چین تا اوایل دهه ۱۹۷۰ کمک کرد و همچنین به سیاستگذاران ایالات متحده کمک کرد تا سیاست مهار در شرق آسیا را همراه با کره جنوبی ژاپن که علیه گسترش کمونیسم در سال ۱۹۸۰تلاش می‌کردند شکل دهد. پس از عادی سازی روابط ایالات متحده با جمهوری خلق چین، این معاهده لغو شد.
در دهه اخیر شاهد افزایش فراوانی از فروش تسلیحات ایالات متحده به تایوان در کنار گسترش روابط تجاری بوده‌است. در ۱۶ دسامبر ۲۰۱۵، دولت اوباما قراردادی را برای فروش ۱٫۸۳ میلیارد دلار تسلیحات به نیروهای مسلح تایوان، یک سال و هشت ماه پس از تصویب قانون تأیید روابط تایوان و قانون انتقال کشتی‌های دریایی در سال ۲۰۱۴ توسط کنگره آمریکا، اعلام کرد. فروش ناوچه‌های کلاس Oliver Hazard Perry به تایوان. این قرارداد شامل فروش دو ناوچه از رده خارج شده نیروی دریایی ایالات متحده، موشک‌های ضد تانک، وسایل نقلیه آبی خاکی تهاجمی و موشک‌های زمین به هوای FIM-92 استینگر در بحبوحه اختلافات ارضی در دریای چین جنوبی می‌شود.
یک مجتمع جدید ۲۵۰ میلیون دلاری برای مؤسسه آمریکایی در تایوان در ژوئن ۲۰۱۸ با همراهی یک هیئت آمریکایی به نام «کم کلید» رونمایی شد. مقامات چینی این اقدام را نقض بیانیه سیاست «چین واحد» دانسته و از ایالات متحده خواستند تا بدون واسطه چین تمام روابط با تایوان را متوقف کند. در سال ۲۰۱۹، ایالات متحده فروش ۱۰۸ تانک M1A2 آبرامز و ۲۵۰ موشک استینگر را به قیمت ۲٫۲ میلیارد دلار و ۶۶ جت جنگنده F-16V به مبلغ ۸ میلیارد دلار تأیید کرد. با این فروش، چین متعهد شد که هر شرکتی را که در این معاملات دخیل باشد، تحریم کند. در ماه مه ۲۰۲۰، وزارت امور خارجه ایالات متحده فروش نظامی خارجی ۱۸ اژدر سنگین‌وزن MK-48 Mod 6 Advanced Technology را برای تایوان در قراردادی که قیمت آن ۱۸۰ میلیون دلار برآورد شده بود، تأیید کرد.

### ایالات متحده – فیلیپین

همپوشانی ادعاهای ارضی در جزایر اسپراتلی

روابط بین ایالات متحده و فیلیپین از نظر تاریخی قوی بوده و به عنوان یک رابطه ویژه توصیف شده‌است. معاهده دفاع متقابل ۱۹۵۱ با اعلامیه نوامبر ۲۰۱۱ مانیل مجدداً تأیید شد.

### ایالات متحده– کره جنوبی

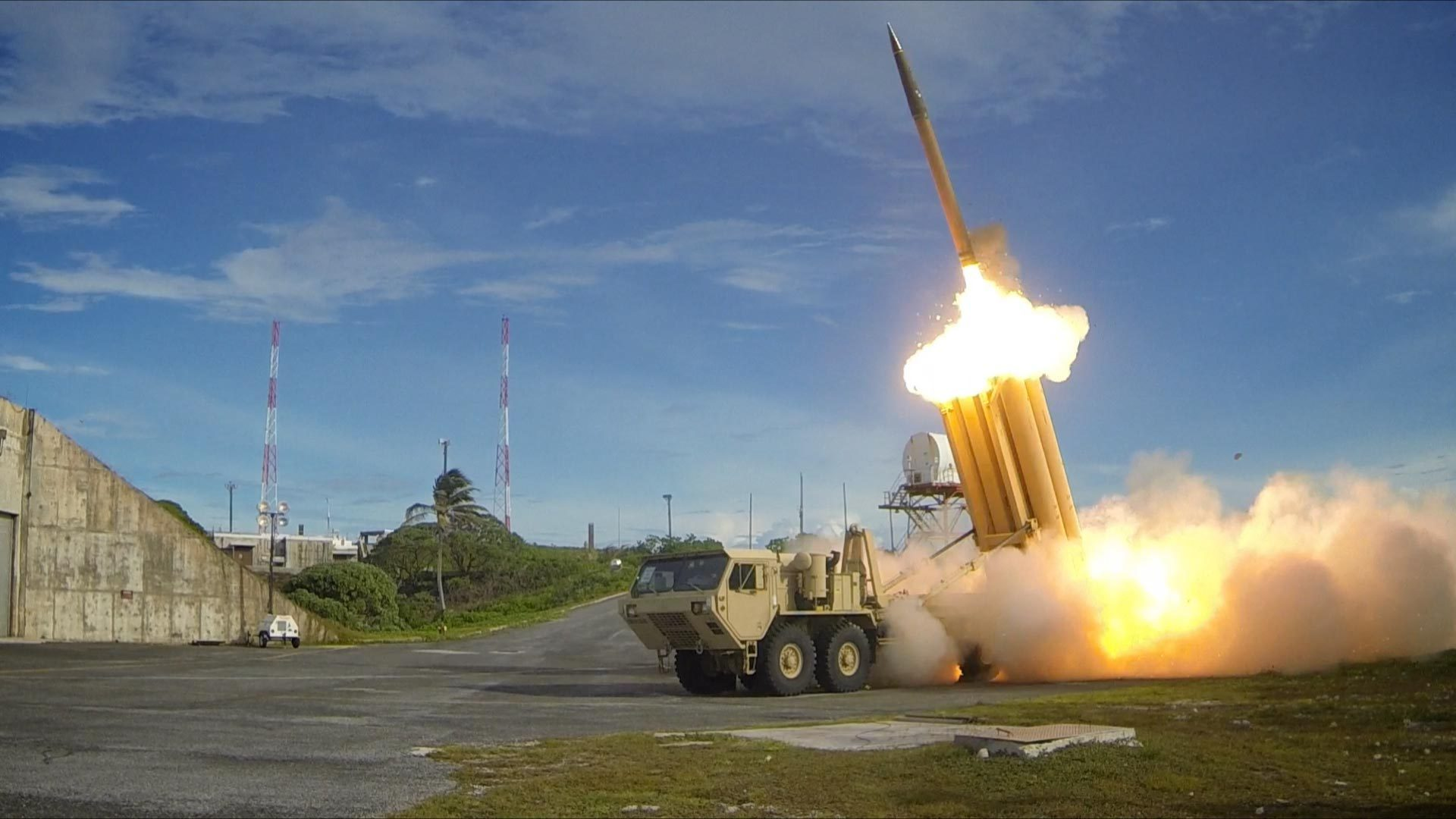
سامانه موشکی تاد

کره جنوبی همواره میزبان پایگاه‌های نظامی ایالات متحده بوده‌اند. چینی‌ها بر این باورند که استقرار سامانه موشکی دفاعی در ارتفاع بالا (THAAD) ساخت آمریکا در شبه جزیره به منظور محافظت در برابر کره شمالی دارای سلاح هسته ای نیست، بلکه برای تنزل دادن نیروی راکتی PLA از انجام حمله دوم در صورت وقوع جنگ هسته ای با آمریکا است. تصمیم کره جنوبی برای استقرار این سامانه به وخامت قابل توجهی در روابط چین و کره جنوبی منجر شد.

## چالش‌ها

### استرالیا
استرالیا وابستگی فزاینده ای به بازار چین دارد. صنعت معدن آن به دلیل تقاضای چین در حال رونق است. در طول دولت دوم بوش، قبل از سفر کاندولیزا رایس، وزیر امور خارجه و هشدار وی در مورد تبدیل شدن چین به یک «نیروی منفی»، وزیر امور خارجه استرالیا، الکساندر داونر، هشدار داد که استرالیا با سیاست مهار موافق نیست. از چین رایس تصریح کرد که ایالات متحده از سیاست مهار حمایت نمی‌کند.
چین بزرگ‌ترین شریک تجاری هند است. سفر جورج دبلیو بوش به هند تا حدی به عنوان تلاشی برای تقویت تجارت دوجانبه و گسترش نفوذ ایالات متحده با ارائه فناوری هسته ای مهم به هند تلقی شد. چین پنجمین شریک تجاری بزرگ ایالات متحده از نظر صادرات است، اما هند تنها در رتبه بیست و چهارم قرار دارد.

### فیلیپین
در زمان رئیس‌جمهور رودریگو دوترته، فیلیپین روابط نزدیک تری با چین ایجاد کرد و سعی کرد مسائل سرزمینی دریای چین جنوبی را از روابط گسترده‌تر جدا کند. در یک سخنرانی در ژوئیه ۲۰۱۹، رئیس‌جمهور دوترته ادعا کرد که ایالات متحده در تلاش است تا از فیلیپین به عنوان «طعمه» برای شعله‌ور کردن درگیری‌ها و رویارویی منطقه ای با چین در رابطه با حوادث در دریای چین جنوبی استفاده کند و او را وادار به اقدام نظامی علیه این کشور کند. چین و تعهد آمریکا به حمایت از طریق تعهدات دفاعی متقابل. او به این ایده به طعنه گفت: «اگر آمریکا بخواهد چین را ترک کند و من نمی‌توانم آنها را مجبور کنم. . . من تمام ناوگان هفتم نیروهای مسلح ایالات متحده آمریکا را آنجا می‌خواهم… وقتی وارد دریای چین جنوبی شوند، من وارد می‌شوم. او افزود: «فکر می‌کنید فیلیپینی‌ها چیستند، کرم‌های خاکی؟... حالا می‌گویم، هواپیماها، قایق‌هایتان را به دریای چین جنوبی بیاورید. اولین گلوله را شلیک کنید و ما همین‌جا پشت سر شما هستیم. برو جلو، بیا بجنگیم.»